# كاب أنسون
أدريان قنسطنتيني أنسون (Adrian Constantine Anson) (وُلد 17 من أبريل 1852م - تُوفي 14 من أبريل 1922م)، يُلقب بـ كاب (اختصارًا «لـكابتن») و«بوب»؛ يُستخدم كلاهما كألقاب لرئيس الفريق، هو الضارب الأول في الرابطة الوطنية ودوري كرة القاعدة «البيسبول» الرئيس. يُعد كاب من أصحاب الأرقام القياسية حيث لعب ما يُعادل 27 موسمًا متتاليًا، كما يُعد واحدًا من أعظم لاعبي كرة القاعدة وواحدًا ضمن نجوم وملوك هذه اللعبة.
قضى كاب معظم مسيرته الرياضية منتميًا إلى نادي شيكاغو كلابس (Chicago Cubs)، (الذي عُرف فيما بعد ولفترة ما «وايت ستكوينجز» (White Stockings) ثم غُير اسمه لاحقًا للمرة الثانية وأصبح يُعرف بـ «كولتس» (Colts))، وكان في البداية ضاربًا أولاً، ثم تولى منصب مدير النادي، ثم لاحقًا وفي ذروة حياته المهنية أصبح شريكًا في النادي بنسبة ضئيلة. قاد الفريق إلى الفوز ببطولة الدوري الوطني 5 مرات خلال الثمانينيات من القرن التاسع عشر الميلادي. يُعد أنسون واحدًا من أعظم ضاربي كرة القاعدة، وأول ضارب يُحرز من النقاط ما يُعادل 3000 خلال مسيرته الرياضية.
وفقًا للمؤرخين، لعب أنسون دورًا في إنشاء ما يُعرف بالفصل العنصري في كرة القاعدة للمحترفين، وظل هذا الشكل من التفرقة العنصرية حتى أواخر الأربعينيات من القرن العشرين الميلادي. يتلخص ما توصلت له السيرة الذاتية لأنسون عام 2006م، بعد بحث مُفَصّل ومكثف في جميع تقارير الجرائد والمقالات التي تحدتث عن أنسون وآرائه عن العنصرية، في الآتي: "خلال القرن التاسع عشر حتى أواخر الأربعينيات من القرن العشرين، ظل أنسون المسئول الأول عن العديد من الحوادث والإساءات المؤسفة التي تعرض لها السود في مجال كرة القاعدة. في عدة مناسبات، رفض أنسون الاشتراك في اللعب ضد أي فرق تضم لاعبين سودًا. "لكن في الوقت ذاته لا يبدو أنسون متشددًا، متعصبًا أو متمسكًا بآرائه، حيث يمكن التأثير في طبيعته الجدلية بسهولة عند نقاشه مع من حوله. لذلك ما يقُال عن ميله لفرض آرائه بالقوة على اللاعبين أو المسئولين أو الفرق الأخرى لإقناعهم لكي يسيروا على خطاه ما هو إلا ادعاء زائف".
بعد اعتزاله كلاعب وتركه فريق مهور شيكاغو، بدأ أنسون حياته المهنية كمدير نادي عمالقة نيويورك. بالإضافة إلى إداراته عدة مشروعات أخرى في شيكاغو مثل افتتاحه قاعة بلياردو وبولينج، كما أنشأ وتولى إدارة فريق بيسبول شبه محترف أسماه «مهور أنسون». بجانب سيرته المهنية الفريدة في مجال البيسبول، اشترك أنسون في جولات عروض الفودفيل المسرحية الفنية مُقدمًا المونولوجات والأغاني. ثم مر أنسون بأزمة مالية مع فشل العديد من مشروعاته وخسارة شراكته وحصته في نادي المهور (عُرف لاحقًا بالأشبال)، كل هذا دفعه في النهاية إلى إعلان إفلاسه.
كُرم أنسون بتخليد اسمه في سجلات متحف وقاعة مشاهير كرة القاعدة عام 1939م.

## وصلات خارجية
- كاب أنسون على موقع الموسوعة البريطانية (الإنجليزية)
- كاب أنسون على موقع إن إن دي بي (الإنجليزية)
- كاب أنسون على موقع دوري كرة القاعدة الرئيسي (الإنجليزية)
- كاب أنسون على موقعبيزبول رفرنس.كوم (الدوري الرئيسي) (الإنجليزية)
- كاب أنسون على موقع جمعية أبحاث البيسبول الأمريكية (الإنجليزية)
- كاب أنسون على موقع إي إس بي إن.كوم (أم.أل.بي) (الإنجليزية)
- كاب أنسون على موقع مشجعي الرسوم البيانية (الإنجليزية)
- كاب أنسون على موقع قاعة مشاهير كرة القاعدة (الإنجليزية)
- كاب أنسون على موقع قاعة آيوا للمشاهير الرياضية (الإنجليزية)

- capanson.com
- كتاب مجاني: A Ball Player's Career على مشروع غوتنبرغ eBook by Anson